# Governo Moro II
Il Governo Moro II è stato il ventesimo esecutivo della Repubblica Italiana, il terzo della IV legislatura.
È rimasto in carica dal 23 luglio 1964 al 24 febbraio 1966 per un totale di 581 giorni, ovvero 1 anno, 7 mesi e 1 giorno.
Rassegnò le dimissioni in seguito al voto negativo alla Camera sul disegno di legge sull'istituzione di scuole materne statali.

## Compagine di governo

### Appartenenza politica
- Democrazia Cristiana (DC): Presidente del consiglio, 15 ministri, 25 sottosegretari
- Partito Socialista Italiano (PSI): Vicepresidente del consiglio, 5 ministri, 10 sottosegretari
- Partito Socialista Democratico Italiano (PSDI): 3 ministri, 5 sottosegretari
- Partito Repubblicano Italiano (PRI): 1 ministro, 1 sottosegretario

### Provenienza geografica
| Regione               | Presidente | Vicepresidente | Ministri | Sottosegretari | Totale |
| --------------------- | ---------- | -------------- | -------- | -------------- | ------ |
| Puglia                | 1          | -              | 2        | 1              | 4      |
| Emilia-Romagna        | -          | 1              | 1        | 3              | 5      |
| Lombardia             | -          | -              | 2        | 6              | 8      |
| Lazio                 | -          | -              | 2        | 5              | 7      |
| Toscana               | -          | -              | 3        | 3              | 6      |
| Campania              | -          | -              | 1        | 5              | 6      |
| Liguria               | -          | -              | 4        | 1              | 5      |
| Sicilia               | -          | -              | 1        | 3              | 4      |
| Veneto                | -          | -              | 1        | 3              | 4      |
| Piemonte              | -          | -              | 1        | 2              | 3      |
| Calabria              | -          | -              | 1        | 1              | 2      |
| Sardegna              | -          | -              | 1        | 1              | 2      |
| Trentino-Alto Adige   | -          | -              | 1        | 1              | 2      |
| Basilicata            | -          | -              | 1        | -              | 1      |
| Abruzzo               | -          | -              | -        | 1              | 1      |
| Friuli-Venezia Giulia | -          | -              | -        | 1              | 1      |
| Marche                | -          | -              | -        | 1              | 1      |

### Sostegno parlamentare
- Sostegno parlamentare al momento della fiducia (1 agosto al Senato, 6 agosto alla Camera).

| Camera                  | Collocazione | Partiti                                                                          | Seggi     |
| ----------------------- | ------------ | -------------------------------------------------------------------------------- | --------- |
| Camera dei deputati     | Maggioranza  | DC (260), PSI (62), PSDI (33), PRI (5)                                           | 360 / 630 |
| Camera dei deputati     | Opposizione  | PCI (166), PLI (38), MSI (27), PSIUP (25), PDIUM (8), SVP (3), UV (1), Misto (2) | 270 / 630 |
| Senato della Repubblica | Maggioranza  | DC (133), PSI (33), PSDI (14)                                                    | 180 / 320 |
| Senato della Repubblica | Opposizione  | PCI (83), PLI (19), MSI (15), PSIUP (11), PDIUM (2), SVP (2), UV (1), Misto (7)  | 140 / 320 |

## Composizione
| Carica                                                                          | Titolare                              | Titolare                                                 | Titolare                                     | Sottosegretari                                                                                 |
| Presidenza del Consiglio dei ministri                                           | Presidenza del Consiglio dei ministri | Presidenza del Consiglio dei ministri                    | Presidenza del Consiglio dei ministri        | Sottosegretario di Stato alla Presidenza del Consiglio                                         |
| ------------------------------------------------------------------------------- | ------------------------------------- | -------------------------------------------------------- | -------------------------------------------- | ---------------------------------------------------------------------------------------------- |
| Presidente del Consiglio dei ministri                                           |                                       |                                                          | Aldo Moro (DC)                               | - Angelo Salizzoni (DC)                                                                        |
| Vicepresidente del Consiglio dei ministri                                       |                                       |                                                          | Pietro Nenni (PSI)                           | - Angelo Salizzoni (DC)                                                                        |
| Ministri senza portafoglio                                                      |                                       |                                                          |                                              |                                                                                                |
| Speciali compiti politici                                                       |                                       |                                                          | Attilio Piccioni (DC)                        | Attilio Piccioni (DC)                                                                          |
| Interventi straordinari nel Mezzogiorno e nelle aree depressive del Centro-Nord |                                       |                                                          | Giulio Pastore (DC)                          | Giulio Pastore (DC)                                                                            |
| Rapporti fra Governo e Parlamento                                               |                                       |                                                          | Giovanni Battista Scaglia (DC)               | Giovanni Battista Scaglia (DC)                                                                 |
| Ricerca scientifica                                                             |                                       |                                                          | Carlo Arnaudi (PSI)                          | Carlo Arnaudi (PSI)                                                                            |
| Riforma della pubblica amministrazione                                          |                                       |                                                          | Luigi Preti (PSDI)                           | Luigi Preti (PSDI)                                                                             |
| Ministero                                                                       | Ministri                              | Ministri                                                 | Ministri                                     | Sottosegretari di Stato                                                                        |
| Affari esteri                                                                   |                                       |                                                          | Giuseppe Saragat (PSDI) (fino al 28/12/1964) | - Giuseppe Lupis (PSDI) - Ferdinando Storchi (DC) - Mario Zagari (PSI)                         |
| Affari esteri                                                                   |                                       | Aldo Moro (DC) ad interim (dal 28/12/1964 al 05/03/1965) |                                              | - Giuseppe Lupis (PSDI) - Ferdinando Storchi (DC) - Mario Zagari (PSI)                         |
| Affari esteri                                                                   |                                       | Amintore Fanfani (DC) (dal 05/03/1965 al 30/12/1965)     |                                              | - Giuseppe Lupis (PSDI) - Ferdinando Storchi (DC) - Mario Zagari (PSI)                         |
| Affari esteri                                                                   |                                       | Aldo Moro (DC) ad interim (dal 30/12/1965)               |                                              | - Giuseppe Lupis (PSDI) - Ferdinando Storchi (DC) - Mario Zagari (PSI)                         |
| Interni                                                                         |                                       |                                                          | Paolo Emilio Taviani (DC)                    | - Leonetto Amadei (PSI) - Guido Ceccherini (PSDI) - Crescenzo Mazza (DC)                       |
| Grazia e giustizia                                                              |                                       |                                                          | Oronzo Reale (PRI)                           | - Riccardo Misasi (DC)                                                                         |
| Bilancio                                                                        |                                       |                                                          | Giovanni Pieraccini (PSI)                    | - Giuseppe Caron (DC)                                                                          |
| Finanze                                                                         |                                       |                                                          | Roberto Tremelloni (PSDI)                    | - Cesare Bensi (PSI) - Athos Valsecchi (DC) - Mario Vetrone (DC)                               |
| Tesoro                                                                          |                                       |                                                          | Emilio Colombo (DC)                          | - Francesco Albertini (PSI) - Giuseppe Belotti (DC) - Renato Cappugi (DC) - Eugenio Gatto (DC) |
| Difesa                                                                          |                                       |                                                          | Giulio Andreotti (DC)                        | - Luigi Angrisani (PSDI) - Mario Marino Guadalupi (PSI) - Guglielmo Pelizzo (DC)               |
| Pubblica istruzione                                                             |                                       |                                                          | Luigi Gui (DC)                               | - Maria Badaloni (DC) - Piero Caleffi (PSI) - Domenico Magrì (DC)                              |
| Lavori pubblici                                                                 |                                       |                                                          | Giacomo Mancini (PSI)                        | - Danilo De' Cocci (DC) - Pier Luigi Romita (PSDI)                                             |
| Agricoltura e foreste                                                           |                                       |                                                          | Mario Ferrari Aggradi (DC)                   | - Dario Antoniozzi (DC) - Ludovico Camangi (PRI) - Venerio Cattani (PSI)                       |
| Trasporti e aviazione civile                                                    |                                       |                                                          | Angelo Raffaele Jervolino (DC)               | - Orlando Lucchi (PSI) - Salvatore Mannironi (DC)                                              |
| Poste e Telecomunicazioni                                                       |                                       |                                                          | Carlo Russo (DC)                             | - Remo Gaspari (DC)                                                                            |
| Industria e Commercio                                                           |                                       |                                                          | Giuseppe Medici (DC) (fino al 05/03/1965)    | - Maria Vittoria Mezza (PSI) - Giorgio Oliva (DC) - Vincenzo Scarlato (DC)                     |
| Industria e Commercio                                                           |                                       | Edgardo Lami Starnuti (PSDI) (dal 05/03/1965)            |                                              | - Maria Vittoria Mezza (PSI) - Giorgio Oliva (DC) - Vincenzo Scarlato (DC)                     |
| Sanità                                                                          |                                       |                                                          | Luigi Mariotti (PSI)                         | - Calogero Volpe (DC)                                                                          |
| Commercio con l'Estero                                                          |                                       |                                                          | Bernardo Mattarella (DC)                     | - Girolamo Messeri (DC) (fino al 16/12/1964) - Emilio Battista (DC)                            |
| Marina Mercantile                                                               |                                       |                                                          | Giovanni Spagnolli (DC)                      | - Stefano Riccio (DC)                                                                          |
| Partecipazioni statali                                                          |                                       |                                                          | Giorgio Bo (DC)                              | - Carlo Donat-Cattin (DC)                                                                      |
| Lavoro e Previdenza Sociale                                                     |                                       |                                                          | Umberto Delle Fave (DC)                      | - Ettore Calvi (DC) - Giorgio Fenoaltea (PSI) - Anselmo Martoni (PSDI)                         |
| Turismo e Spettacolo                                                            |                                       |                                                          | Achille Corona (PSI)                         | - Emilio Battista (DC) (fino al 15/03/1965) - Pietro Micara (DC) (dal 15/03/1965)              |

## Cronologia
Salvo diversa indicazione le notizie sono tratte dal sito dellarepubblica.it, richiamato in bibliografia

### 1964

#### Luglio
- 27 giugno-3 luglio: il Presidente della Repubblica avvia le consultazioni. Emerge da subito la volontà di varare un secondo governo di centro-sinistra presieduto da Moro. In tal senso si esprimono i gruppi parlamentari della DC e le delegazioni dei partiti di maggioranza. Economia e scuola privata sono tuttavia i nodi più difficili da sciogliere.[12]
- 4 luglio: Moro viene reincaricato. I comitati centrali del PSI e del PSDI si esprimono unitariamente per un nuovo governo di centro-sinistra coi medesimi equilibri.[13]
Paolo VI promulga l'enciclica Ecclesiam Suam, nella quale si ribadisce la condanna al comunismo.[14]
- 11 luglio: dopo un lungo giro di consultazioni Moro riunisce le delegazioni dei partiti di maggioranza. Rapidamente trovato un accordo per le misure economiche, più difficile è la trattativa per la scuola e l'urbanistica. Quattro giorni dopo tutto è ancora in alto mare; DC e PSI devono nuovamente riunire le proprie direzioni per concordare i margini di trattativa.[15]
- 20-24 luglio: viene annunciato l'accordo tra i quattro partiti della maggioranza e al contempo emergono dei distinguo tra le correnti interne alla DC e al PSI. Le correnti di Mario Scelba, Amintore Fanfani e Riccardo Lombardi annunciano il proprio rifiuto di partecipare al "nuovo" esecutivo.[16]
- 22 luglio: Moro presenta a Segni la lista dei ministri del suo secondo governo di centro-sinistra (DC-PSI-PSDI-PRI). Immutate le rappresentanze dei partiti e le attribuzioni degli incarichi. Il giorno dopo i ministri giurano al Quirinale e il 24 il Consiglio dei Ministri nella sua prima riunione nomina i sottosegretari.[17]
- 26 luglio: alla vigilia del dibattito parlamentare sulla fiducia il governo viene investito da forti polemiche: Fanfani potrebbe mettersi all'opposizione su alcuni provvedimenti e promette battaglia al prossimo congresso DC; la Confagricoltura attacca il disegno di legge sui patti agrari: liberali e missini promuovono le misure economiche che vorrebbero trasformare l'Italia in imprenditrice di sé stessa.

#### Agosto
- 30 luglio-1 agosto: al Senato si svolge la discussione sulle comunicazioni del Governo. La mozione di fiducia è approvata con 163 voti favorevoli e 120 contrari.
Camera: Si svolge la discussione sulle comunicazioni del governo. La mozione di fiducia presentata da Zaccagnini (DC), Mauro Ferri (PSI), Bertinelli (PSDI), La Malfa (PRI) è approvata con 344 voti a favore e 238 contrari.
Moro annuncia nella relazione di programma aumenti delle tariffe postali e ferroviarie, un aumento dell'IGE e vari ritocchi nelle imposte di consumo. Saranno studiate misure per contenere i consumi non necessari.[18]
- 7 agosto: durante un colloquio con Moro e Saragat il Presidente della Repubblica Antonio Segni è colto da un malore. Nonostante i toni rassicuranti del Quirinale la malattia appare subito grave. Il 10 agosto il presidente del Senato Cesare Merzagora assume la supplenza per intervenuta incapacità. L'evento ritarda di alcuni giorni l'attività di governo.
- 21 agosto: Palmiro Togliatti muore a Jalta. Il 27 agosto lo sostituisce alla segreteria del PCI Luigi Longo.
- 29 agosto: il Consiglio di Stato emette tre ordinanze in cui dichiara non costituzionali diversi articoli della legge urbanistica 167. Ricorso alla Corte costituzionale.

#### Settembre
- 2 settembre: una caserma della Guardia di Finanza a Bolzano viene colpita da raffiche di mitra.Il giorno successivo viene attaccata una caserma dei carabinieri e ucciso un milite dell'Arma.
Dopo la morte di un quarto militare per cause misteriose finisce al centro dell'attenzione la caserma Vannucci di Livorno. Il Ministero della difesa invia un perito che si unisca al collegio nominato dalla procura della Repubblica di Pisa.[19]
- 3 settembre: la FIAT riduce in alcuni reparti l'orario di lavoro da 44 a 40 ore. La causa sono i provvedimenti anti-congiunturali del governo e la conseguente incertezza di mercato. Smentita qualsiasi ipotesi di licenziamenti o cassa integrazione.[20]
- 5 settembre: il Ministro degli esteri Giuseppe Saragat si incontra col suo omologo austriaco e consegna una protesta ufficiale per l'inerzia dell'Austria nella repressione del terrorismo alto-atesino.
Con il voto favorevole della Camera è definitivamente approvata la legge di riforma delle vendite rateali: l'anticipo è fissato al 25%, la rateazione massima in 24 mesi. Il provvedimento va tuttavia considerato provvisorio: il governo, studiati i risultati forniti dal Ministero dell'industria, si riserva dal modificare o abrogare la legge entro tre anni.
- 9 settembre: una camionetta dei Carabinieri salta su una mina in Val Pusteria. Feriti in modo non grave i cinque militari.
- 12-16 settembre: congresso della DC: il segretario Mariano Rumor conferma la collaborazione con il PSI ma esclude di poter accettare le richieste di nuove nazionalizzazioni, della riforma urbanistica e dell’attuazione delle Regioni. PSI e PSDI sono i naturali alleati del partito. La corrente di destra sostiene che il PSI deve passare dall'a-comunismo all'anticomunismo: Mario Scelba arriva a dire che il socialismo è contrario ai principi della costituzione. Arnaldo Forlani, a nome della corrente di Fanfani, sostiene che il centro-sinistra è stato accettato come una necessità, senza una vera possibilità di scelta, e che la formula dell'esecutivo deve considerarsi reversibile. Moro rassicura che il governo non farà né più, né meno di quanto è stato concordato in sede di consultazioni. Al termine dei lavori i Moro-dorotei vincono il congresso col 46,5% dei voti. I fanfaniani ottengono il 21,3%, Nuove cronache e la Base il 20,7%, la destra di Mario Scelba l'11,5%. Saragat e La Malfa dichiarano che un mancato accordo fra i tre gruppi democristiani favorevoli al centro-sinistra avrebbe ripercussioni negative sull’alleanza di governo.[21]
- 20 settembre: il PSI chiede che si affronti il problema della presidenza della Repubblica. Il presidente Segni si è ripreso ma non abbastanza per poter riprendere le sue funzioni e si vuole evitare una crisi istituzionale che apra le porte ai voti del PCI e delle destre.[22]
- 24 settembre: il governo viene messo in minoranza al Senato sul provvedimento di aumento dell'IGE: 14 franchi tiratori si sono aggiunti ai voti contrari di PCI, PSIUP, PLI e MSI. Moro esclude le dimissioni. I socialisti accusano la DC di non aver ricomposto le fratture del congresso.[23]

#### Ottobre
- 1 ottobre: anche il PCI sollecita una presa di posizione sul problema dell'impedimento del Presidente della Repubblica.[24]
- 6 ottobre: al Senato esplodono disordini nel dibattito su un nuovo disegno di legge sull'IGE presentato in sostituzione di quello respinto. Il senatore missino Gastone Nencioni lo giudica irricevibile in quanto modificato nella forma ma non nella sostanza, e alla richiesta si associano PCI, PSIUP e PLI. Dopo una discussione di due ore Nencioni ritira la richiesta ma le insistenze dei deputati comunisti provocano la reazione dei colleghi democristiani e socialisti. Il governo è sottoposto a un fuoco amico e nemico di interrogazioni sulle condizioni di salute del presidente Antonio Segni.[25]
- 28 ottobre: consiglio nazionale della DC: approvato il programma per le elezioni amministrative di novembre. Sul problema della legge urbanistica la DC tiene a precisare che le norme non sono mirate a reprimere l'iniziativa privata e respinge come calunniose le voci contrarie. La destra di Mario Scelba solleva il problema dei rapporti tra PSI e PCI.
- 30 ottobre: al termine di un combattuto processo, durato oltre un anno e denso di colpi di scena, l'ex presidente del C.N.E.N. Felice Ippolito è condannato in primo grado a undici anni di reclusione, sette milioni di multa e l'interdizione in perpetuo dai pubblici uffici per i reati di peculato, interesse privato in atti di ufficio, abuso di potere e falso in bilancio. Assieme ad Ippolito sono condannati a pene variabili da tre anni a un anno e un mese suo padre Gerolamo e sei membri a vario titolo del comitato per l'energia nucleare. Decaduti i maggiori capi d’accusa Ippolito viene condannato a 11 anni di carcere per aver usato privatamente la jeep dell’Ente e per aver offerto come regalo una valigetta in similpelle ai giornalisti convocati per il lancio dell’Enel che Felice Ippolito sponsorizzava quale società capofila dell’energia nucleare.[26][27]

#### Novembre
- 5 novembre: tribuna elettorale: rispondendo a una domanda di un giornalista del Secolo d'Italia Giuseppe Saragat fa presente che col PCI non è ammissibile una collaborazione di governo, ma ciò non impedisce che con i comunisti possa esserci una convergenza nella lotta sindacale o nell'approvazione di una legge in Parlamento. Per Saragat di una simile convergenza possono dolersi solo i conservatori di destra, che non disdegnano di avvalersi del voto neo-fascista del MSI. Mariano Rumor replica che col PCI non può esserci alcun allineamento.[28]
- 10 novembre: tribuna elettorale: Giovanni Malagodi e Aldo Bozzi sostengono che il centro-sinistra si è dimostrato da subito incapace di governare il Paese. La crisi di governo ha messo in luce le contraddizioni di un'alleanza in cui "il veleno comunista si insinua nell'area governativa". Le pretese socialiste, è detto ancora, sono classiste e punitive verso i risparmiatori e gli operatori economici, come del resto prevede la dottrina marxista che non ha mai rinnegato. Col rifiuto della grande destra proposta dal MSI e dai monarchici il PLI si dichiara estraneo al conservatorismo reazionario.[29]
- 12 novembre: Consiglio dei Ministri: promulgato un decreto legge che abolisce la sopratassa per l'acquisto delle automobili. Approvato un disegno di legge che proroga al 31 dicembre 1965 il blocco degli affitti.
- 13-14 novembre: tribuna elettorale: il ministro del tesoro Colombo risponde alle affermazioni di Malagodi e Bozzi respingendo le accuse di cedimenti verso il comunismo e il marxismo. Il giorno dopo Aldo Moro assume la difesa del ministro precisando che la sentenza Ippolito non è definitiva e comunque non coinvolge nemmeno indirettamente il ministro, che ha la piena fiducia del governo.
Alla Camera sono definitivamente approvate le leggi che delegano il governo ad assumere provvedimenti anti-congiunturali quali l'aumento dell'IGE e della carta da bollo. Quantificata in 3.400 miliardi la spesa annua per gli statali.[30]
- 16 novembre: tribuna elettorale: Pietro Nenni rivendica i meriti del PSI nell'azione di governo e sostiene che il suo partito è quello che sopporta il maggior peso degli attacchi contro il centro-sinistra del PCI e del PSIUP.
- 15 novembre: un potente ordigno, composto da 3kg di esplosivo, devasta la sede della DC all'EUR. Trenta milioni di danni, nessun ferito.
- 15-16 novembre: prime elezioni per la regione Trentino-Alto Adige: rispetto alle elezioni politiche dell'anno precedente la DC perde il 3%, il PCI perde l'1%, il PSI perde il 3% ma il PSIUP prende soltanto l'1,32. Stazionari socialdemocratici, repubblicani e liberali, il MSI guadagna il 2%, la SVP guadagna lo 0,5%, inesistenti i monarchici.
- 18 novembre: all'Aeroporto di Fiumicino due agenti dei servizi segreti egiziani vengono fermati mentre spediscono a bagaglio un baule che contiene un uomo che dice di chiamarsi Jospeh Dahan e di essere cittadino israeliano. La polizia israeliana lo identifica invece come Mordecai Ben Massud Louk, un militare che ha disertato durante il servizio a Gaza e pregiudicato per reati comuni, ma il governo di Tel Aviv esclude che sia una spia. Il ritrovamento nel suo albergo di un anello che può contenere microfilm e bigliettini fa emergere il sospetto che sia al servizio della Repubblica Araba Unita ma non è chiaro se sia un piccolo informatore o un agente di alto rango. Il 23 novembre l'ambasciatore della Repubblica Araba Unita a Roma viene convocato dal Ministero degli esteri. L'Italia presenta una protesta ufficiale. Nello stesso giorno, munito di un passaporto del consolato israeliano, parte per Tel Aviv, dove viene preso in consegna dalla polizia israeliana.
- 20 novembre: Il segretario della DC Mariano Rumor partecipa alla ultima «Tribuna elettorale» dedicata alle elezioni amministrative. Nel suo intervento difende la formula di centro-sinistra e polemizza aspramente con il PCI, con cui afferma non è possibile alcuna intesa, e le altre opposizioni.
- 22-23 novembre: elezioni provinciali e comunali. Sono interessati circa 26 milioni di elettori. L’affluenza è del 90,7% degli aventi diritto. Alle provinciali la DC ottiene il 37,3%, il PCI il 26%, il PSI l’11,3%, il PSDI il 6,6%, il PSIUP il 2,9% Il PRI il 1,2%, il PLI il 7,9%, il MSI il 5,0% e il PDIUM lo 0,9%.
- 26 novembre: per i partiti della maggioranza si pone il problema delle giunte locali. Nei grandi comuni di Milano, Roma, Torino, Genova, Firenze e Napoli i numeri non consentono alleanze di centro-sinistra ma in ogni situazione la duplice pressione del PCI e del PSIUP a sinistra, del PLI e del MSI a destra rendono le trattative oltremodo problematiche.
- 28 novembre: alla Camera viene respinta una mozione di sfiducia al governo presentata dal PCI e relativa alla tattica temporeggiatrice della DC sul problema dell'impedimento del Presidente della Repubblica. Viene votato un ordine del giorno della maggioranza che fissa al 7 dicembre (cioè allo scattare del quarto mese di impedimento) gli accertamenti tecnici per prendere una decisione.

#### Dicembre
- 3 dicembre: Aldo Moro si reca in visita privata dal Presidente della Repubblica. Non si conoscono i termini del colloquio ma si ritiene che ad Antonio Segni sia stato chiesto di presentare le dimissioni per trarre d'impaccio gli organi costituzionali e non costringerli a prendere una decisione spiacevole.[31]
- 7 dicembre: a quattro mesi dal malore, non essendosi ancora risolto l'impedimento, il Presidente della Repubblica firma l'atto delle sue dimissioni. Le camere riunite sono di conseguenza convocate il 16 dicembre per l'elezione del suo successore.[32]
- 8-10 dicembre: si delineano le posizioni dei partiti per le candidature: i repubblicani propongono a socialisti e socialdemocratici di sottoporre alla DC la candidatura di Giuseppe Saragat. I socialisti preferirebbero un accordo tra i partiti della maggioranza ed escludono la candidatura di Nenni.
- 10 dicembre: a Roma scoppiano violenti disordini tra militanti del PCI e forze dell'ordine affiancate da militanti del MSI. Il PCI, pur non autorizzato, manifesta contro la visita a Roma di Moise Ciombe, primo ministro della Repubblica Democratica del Congo, uno dei leader colonialisti che hanno combattuto la rivolta dei Simba, guidata dal leader indipendentista Patrice Lumumba. Si registrano decine di feriti tra i manifestanti e le forze dell'ordine, operati 116 fermi. Il giorno dopo la protesta monta in Parlamento quando il Ministro degli interni, Paolo Emilio Taviani viene attorniato da dodici deputati comunisti e solo lo sbarramento dei commessi riesce a salvarlo dall'aggressione.
Nello stesso giorno DC, PSI, PRI e PLI fanno sapere, ognuno con propri orientamenti, che la candidatura per la presidenza della Repubblica dovrà essere cercata nell'arco costituzionale, escludendo quindi PCI, PSIUP, monarchici, MSI.La destra DC fa i nomi di Mario Scelba e Giovanni Leone, socialisti e socialdemocratici insistono per Saragat.

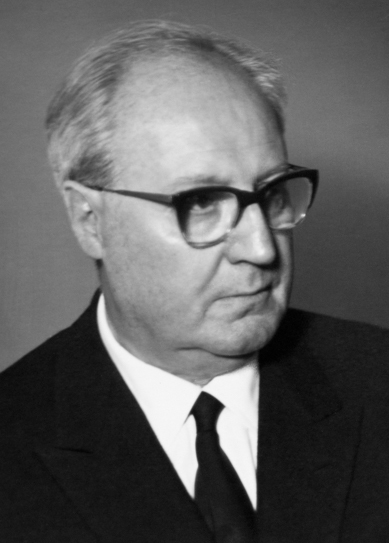
Giuseppe Saragat

- 16-29 dicembre: alla prima votazione per il nuovo Presidente della Repubblica la DC vota per Giovanni Leone, i suoi dissidenti interni per Amintore Fanfani, socialisti e socialdemocratici per Giuseppe Saragat. Gli altri partiti votano propri candidati di bandiera. Le posizioni dei gruppi sono oltremodo rigide e fino all'ottava votazione non emerge alcuno sbocco. A partire dall'ottavo scrutinio PSI, PSDI e PRI, favorevoli a Saragat, iniziano a non prendere parte alle votazioni. Alla tredicesima votazione il ritiro di Fanfani consente a Leone di raggiungere 401 voti, vicino al quorum, ma la sinistra è divisa tra Nenni e Saragat e i comunisti, votando Nenni, tentano un'alleanza frontista. Alla diciottesima votazione, ritiratosi Leone, la candidatura di Saragat riprende quota per la decisione della DC di appoggiarlo. Alla ventunesima votazione Giuseppe Saragat viene eletto con 646 voti espressi da DC, PCI, PSI, PSDI, PRI.[33]
- 30 dicembre: a causa dei fenomeni di dissidenza emersi durante l'elezione presidenziale viene chiesta l'immediata convocazione del consiglio nazionale della DC.

### 1965

#### Gennaio
- 8 gennaio: Riccardo Lombardi auspica una crisi di governo per rivedere il criterio delle alleanze e allargare la maggioranza all'apporto del PCI. La DC replica che la pregiudiziale anticomunista non può essere messa in discussione.[34]
- 21 gennaio: il PSI ritiene necessaria una crisi di governo che consenta un allargamento dell'alleanza ai fanfaniani e lombardiani. L'idea di un grande centro-sinistra e la ricerca di una soluzione è rallentata dalla polemica tra le correnti interne democristiane.[35]
- 26 gennaio: Consiglio dei Ministri: viene esaminato il piano quinquennale della sanità.
- 27 gennaio: Consiglio dei Ministri: adottate misure speciali per l'edilizia: 20 miliardi per quella economica e popolare, 120 per gli ospedali.
- 28 gennaio-3 febbraio: alla Camera interrogazioni e interpellanze sulla situazione economica presentate da tutti i gruppi politici, 45 interrogazioni presentate dal PCI, 12 complessivamente da PSIUP, dal PSI e dalla DC. Il quadro che è emerge nelle varie regioni è allarmante. Nella sua risposta il ministro dell’industria, Giuseppe Medici, espone la grave situazione occupazionale e delle industrie. Una crisi che ha visto nei primi undici mesi del 1964 ben 122.000 licenziamenti e nel solo periodo compreso tra luglio e ottobre 687.000 operai sospesi. Nel 1964 la Cassa integrazione è intervenuta per 13 miliardi di lire a fronte dei 3 miliardi del 1963. In conclusione, denuncia alcune misure e si dichiara fiducioso sulla possibilità di una ripresa assegnata alla «programmazione».

#### Febbraio
- 1-3 febbraio: consiglio nazionale della DC: eletta una direzione unitaria con uguale rappresentanza di tutte le correnti interne. Nella sua relazione Mariano Rumor sottolinea l'importanza della gestione unitaria del partito guida del governo. L'assise si conclude con un appello anticomunista rivolto a tutto il paese.                                                                                                            Il Consiglio dei Ministri approva il piano quinquennale per la crescita economica. Una commissione di esperti del Financial Times assegna alla Lira italiana l’«Oscar della moneta» per la rapida ripresa dopo la crisi dell’autunno-inverno 1963-1964. L'Italia viene premiata anche per l'azione economica più coraggiosa.[36]
- 5 febbraio: il PSI chiede un rimpasto di governo che dia un maggior peso alla sinistra democristiana. Lo scopo è quello di recuperare il favore della corrente di Riccardo Lombardi. Moro si dichiara in linea di massima favorevole ma la decisione non può prescindere da un consulto ufficiale con PSDI e PRI.[37]
- 11-13 febbraio: Comitato centrale PSI. Si votano due documenti: quello della maggioranza che chiede la "verifica” della coalizione di governo e quello dei lombardiani e delle sinistre che chiede l’apertura formale della crisi prima di ogni verifica.
- 13 febbraio: la polizia irrompe al Circolo «Letture Nuove», in via Belsiana, per interrompere la prova aperta de «Il Vicario» allestita da Gian Maria Volonté. Il testo scritto dal drammaturgo tedesco Rolf Hochhuth affronta la questione delle responsabilità di Pio XII verso l’olocausto accusandolo di passiva complicità nello sterminio degli ebrei. L’intervento delle forze dell’ordine è pretestuosamente motivato dalla mancanza di agibilità teatrale dello spazio, solo nei giorni successivi sarà resa nota l’ordinanza del prefetto di Roma che vieta la rappresentazione del lavoro teatrale in quanto violerebbe le norme concordatarie che affermano il carattere sacro della città di Roma.
- 13-14 febbraio: Comitato centrale PSDI: in vista dei problemi che si pongono dopo l’elezione di Giuseppe Saragat a Presidente della Repubblica e alla necessità di sostituirlo alla guida del Ministero degli Esteri, Mario Tanassi si pronuncia contro ogni ipotesi di crisi e conferma la fiducia nel governo presieduto da Aldo Moro e nel centro-sinistra. Il Comitato centrale, tenendo contro dei dissensi che si sono manifestati nella DC e nel PSI nel corso dell’elezione presidenziale, auspica l’ingresso nel governo dei fanfaniani e dei lombardiani.
- 14 febbraio: direzione nazionale PSI: preso atto della totale chiusura della DC nei confronti del PCI gli autonomisti di Pietro Nenni votano un ordine del giorno in cui si sostiene che la politica del centro-sinistra non può prescindere dall'appoggio della sinistra attualmente all'opposizione. La minoranza di Lombardi vota un documento in cui si chiede il ritorno all'azione riformatrice del governo, andata logorandosi col passare del tempo.[38]
- 20 febbraio: dopo dieci giorni di consultazioni risulta difficile l'accordo per il rimpasto di governo e il rilancio del programma. Le condizioni incrociate delle correnti di minoranza della DC e del PSI rendono difficile trovare un punto d'incontro.

#### Marzo

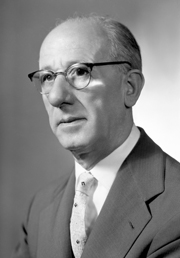
Edgardo Lami Starnuti

- 1-5 marzo: le Direzioni dei quattro partiti della coalizione di governo, nelle rispettive riunioni del 1º marzo, decidono di dar vita al rimpasto e alle misure economiche, rinviando tutte le altre questioni oggetto di ulteriori chiarimenti e di dissenso politico. Nonostante l’accordo raggiunto, il giorno successivo si manifestano nuove tensioni in merito alle vicende della giunta di Firenze e alla scelta dei ministri. Il PSDI chiede ministeri importanti (Industria e Commercio estero) e i centristi della DC avanzano la richiesta di assegnare un ministero a Mario Scelba. Il 3 marzo è rimosso l’ostacolo Firenze: Lelio Lagorio (PSI), eletto sindaco di Firenze con i voti del PSI e del PCI, si dimette per favorire una soluzione di centro sinistra nel capoluogo toscano. Intanto la questione dell’incarico a Scelba, fortemente osteggiata dal PSI, viene superata dalla sua rinuncia, compensata con la nomina a presidente del Consiglio nazionale della DC. Il 4 marzo, dopo quasi due mesi, è raggiunto l’accordo sul «piccolo rimpasto». Il 5 marzo Amintore Fanfani è nominato ministro degli Esteri in sostituzione di Saragat eletto Presidente della Repubblica, il socialdemocratico Edgardo Lami Starnuti assume la guida del Ministero del Commercio con l’estero al posto di Giuseppe Medici (DC).
- 5-12 marzo: il capo dello Stato firma i decreti di nomina di Amintore Fanfani a ministro degli esteri e di Edgardo Lami Starnuti a ministro dell'industria. L'accordo tra DC e PSI prevede l'esclusione della destra di Mario Scelba. Annunciata dal PCI una mozione di sfiducia e dal MSI un'eccezione di costituzionalità della procedura. PCI, PSIUP, PLI e MSI sostengono che c'è stata una vera e propria crisi di governo, seppure mascherata da rimpasto, e che è stata violata la prerogativa del Parlamento di esprimersi al riguardo. Scelba ritiene che la composizione del governo sia stata dettata dall'emergenza di non aprire una crisi ufficiale e la minoranza de La Base, la sinistra della DC, prende una posizione autonoma contro il governo. La mozione di sfiducia è infine respinta da 324 voti contro 222.[39]
- 9 marzo: la Camera approva in via definitiva la conversione in legge del decreto relativo all’istituzione di un fondo speciale per il finanziamento delle medie e piccole industrie manifatturiere già approvato dal Senato il 25 febbraio.
- 13 marzo: Consiglio dei Ministri: varata una nuova serie di manovre anti-congiunturali. Il Consorzio di credito per le opere pubbliche è autorizzato ad emettere obbligazioni per 250 miliardi. Facilitazioni per l'acquisto di immobili e per la vendita di macchinari alle medie e piccole imprese. Aumento del 20% per le pensioni.[40]
- 17-18 marzo: in una mozione alla Camera il PSIUP richiede la revisione del concordato tra Stato e Chiesa cattolica. L'iniziativa segue quella già attuata dal PSI, che però ridimensiona le proprie richieste e ritiene che la questione debba essere rinviata a tempi più propizi.[41]
- 25 marzo: Consiglio dei Ministri: viene approvato il disegno di legge predisposto dal ministro della giustizia, Oronzo Reale, per la riforma del codice di procedura penale, prevista entro due anni.[42]
- 25-29 marzo: congresso del PRI. Passa la linea politica di Ugo La Malfa, che prevede una politica dei redditi e un serio intervento anti-congiunturale. Oronzo Reale, ministro della giustizia, annuncia una vasta riforma dell'ordinamento penitenziario.[43]
- 26 marzo: Consiglio dei Ministri: approvata la relazione generale sull'andamento economico per il 1964.
- 27 marzo: il Presidente della Repubblica concede la grazia al comandante partigiano Francesco Moranino, condannato all’ergastolo per «delitti» commessi nella fase finale della Resistenza. La grazia è concessa anche ad altri ex partigiani e ad alcuni esponenti della Repubblica sociale italiana.
- 31 marzo-3 aprile: nelle Università si svolgono quattro giornate di scioperi contro il progetto di riforma universitaria predisposto dal ministro della Pubblica istruzione Luigi Gui. Negli stessi giorni sono occupate varie Facoltà a Firenze, Pisa, Cagliari, Palermo. A Torino, su richiesta del rettore, la polizia caccia gli universitari che avevano occupato le facoltà umanistiche.
- 31 marzo-5 aprile: congresso CGIL all'insegna di una forte polemica fra la componente comunista e quella socialista. Agostino Novella, che sarà confermato segretario, nella relazione critica il piano governativo di programmazione economica e la politica del centro-sinistra. Dal Congresso il rilancio di una politica a favore della direzione pubblica dell’economia, della lotta alla disoccupazione, per la crescita salariale. Un’azione sindacale da svilupparsi nei luoghi di lavoro e nel paese con un’iniziativa articolata e momenti di lotta «generalizzata” sui grandi problemi nazionali. Fernando Santi, per ragioni di salute, annuncia di lasciare il sindacato. Dei 91 seggi al Consiglio generale, 48 vanno ai comunisti, 15 ai socialproletari, 24 ai socialisti e 4 alle minoranze (che rifiutano di parteciparvi). Insieme a Novella, segretario generale, sono nominati segretari Luciano Lama e Rinaldo Scheda del PCI, Vittorio Foa del PSIUP, Giovanni Mosca e Fernando Montagnani del PSI.

#### Aprile
- 1-3 aprile: l'organo dei gesuiti "La Civiltà Cattolica" definisce suicidio politico qualsiasi collaborazione, a qualunque livello, tra cattolici e comunisti.
Alla Camera inizia lo svolgimento della mozione del PCI sulla mancata rappresentazione de Il Vicario. La richiesta di ritiro del divieto della prefettura alla rappresentazione è respinta a larghissima maggioranza, e solo il PSIUP si associa al voto favorevole comunista. Il ministro dell'interno, Paolo Emilio Taviani, fa presente che il rispetto delle norme concordatarie non è una prerogativa ma un dovere del governo. Il PSI vota contro la mozione ma reitera la richiesta di iniziare una trattativa bilaterale per la revisione del concordato. L'astensione dei deputati lombardiani provoca polemiche da parte dei centristi della DC, che intendono porre la questione all'imminente consiglio nazionale della DC.[44]
- 7-9 aprile: Comitato centrale del PSI: Nella relazione il segretario Francesco De Martino non nasconde i contrasti interni alla coalizione di centro-sinistra, si sofferma sull’avvio del dibattito congressuale e sulla prospettiva dell’unificazione PSI-PSDI che tende a dilazionare nel tempo, avviando prima una fase di consultazione fra i due partiti e la presentazione di liste comuni alle elezioni politiche del 1968. Una prudenza non condivisa da parte della corrente autonomista che fa capo a Pietro Nenni. Della necessità di accelerare i tempi si fa interprete Mauro Ferri, presidente del gruppo parlamentare alla Camera, che ritiene che già prima del Congresso, previsto per l’autunno, occorra discuterne con gli iscritti e promuovere iniziative sull’«Unità socialista». La corrente lombardiana si pronuncia contro la proposta di De Martino di un Congresso a tesi, e insieme alla sinistra denuncia la contraddizione fra il giudizio sullo stato del centro-sinistra e la permanenza dei socialisti nel governo.
- 9 aprile: la Corte costituzionale dichiara illegittimi parte dell'art. 12 e l'art. 16 della legge 167 per l'acquisizione di aree per l'edilizia economica e popolare. La legittimità di parti della legge è stata sollevata dal Consiglio di Stato su ricorso del comune di Torino. Per la consulta è illegittima ai sensi degli art. 3 e 42 della Costituzione la quantificazione degli indennizzi sugli espropri ad un valore precedente del terreno quando l'area va destinata a edilizia economica e popolare. Sono annullate le norme relative alle indennità di esproprio e le facoltà dei proprietari di aree vincolate di costruire direttamente.
Al termine del comitato centrale del PSI Riccardo Lombardi dichiara esaurito il centro-sinistra.[45]
- 10-19 aprile: un ex consigliere comunale del PCI, Alessandro Beltramini, viene arrestato in Venezuela con l'accusa di aver trasferito clandestinamente 330.000 dollari destinati al partito comunista clandestino del paese. Nei giorni successivi, grazie alle confessioni del comunista italiano e di 33 persone arrestate in loco, emerge lo scandalo di un complotto per assassinare il presidente venezuelano Raúl Leoni. Secondo il ministro degli interni Gonzalo Barrios l'incarico al PCI è arrivato da Mosca e sono stati i servizi segreti italiani a informare il controspionaggio d'oltreoceano. Mentre il PCI definisce fandonie la ricostruzione di Barrios e chiede conto dell'operato dei servizi segreti un altro italiano, un fabbro che ha avuto rapporti con l'ex consigliere italiano, è arrestato a Caracas: nella sua casa ci sono divise dell'esercito venezuelano e tessere false del servizio informazioni locale. Beltramini sostiene che il denaro gli serve per rifarsi una vita in Sudamerica con una donna di Caracas che ama da tempo. La verità viene raccontata dal Beltramini soltanto tre decenni dopo, e conferma le ricostruzioni dell'epoca, ben presto sparite dai giornali per il contemporaneo coinvolgimento del medico comunista col KGB e la CIA.[46][47]
- 19-24 aprile: Il Presidente del Consiglio e il ministro degli Esteri sono in visita ufficiale negli USA. Nei colloqui con il presidente americano, Lyndon B. Johnson, sono discussi i problemi dell’unificazione europea, i rapporti Europa-Stati Uniti, la NATO e la situazione nel Vietnam. I due leader italiani confermano l’amicizia italo-americana e il valore dell’Alleanza Atlantica. Generica posizione sul Vietnam: il comunicato conclusivo auspica «una soluzione stabile e pacifica nel rispetto della libertà e della giustizia». Prima del ritorno a Roma, Moro e Fanfani visitano l’ONU e hanno un lungo colloquio con il presidente U Thant.
- 29 aprile: Il segretario del PCI Luigi Longo è intervistato a «Tribuna politica» da Jader Jacobelli e Ugo Zatterin. Netto il suo giudizio critico sul centro-sinistra. Se all’origine questa formula, afferma Longo, anche ai comunisti sembrava proporre qualcosa di positivo, ormai l’esperienza di governo ha dimostrato il suo fallimento ed occorre, quanto prima, dar vita ad una «nuova maggioranza» che dovrebbe comprendere il PCI e il PSIUP.
- 30 aprile: consiglio nazionale della DC: Emilio Colombo illustra gli obiettivi del piano quinquennale di programmazione economica. Il documento sostiene che occorre superare la contrapposizione tra efficienza produttiva e superamento degli squilibri. Lo sviluppo economico deve mantenere compatibile l'intervento pubblico e privato.[48]

#### Maggio
- 3-5 maggio: si svolge a Roma all’Hotel Parco dei Principi il convegno "La guerra rivoluzionaria". Si tratta della prima iniziativa dell’Istituto intitolato a Alberto Pollio, studioso di storia militare, fondato da giornalisti neofascisti e vari ufficiali di stato maggiore. La presidenza del Convegno, considerato l’atto di nascita ideologico della "strategia della tensione”, è composta da Salvatore Alagna, consigliere della Corte d’appello di Milano, Alceste Nulli-Augusti, generale dei paracadutisti e da Adriano Magi Braschi, colonnello di artiglieria. Fra i relatori Edgardo Beltrametti, che curerà la pubblicazione degli atti; Gianfranco Finaldi, Enrico de Boccard, Guido Giannettini, Pino Rauti (che fonderà il gruppo «Ordine Nuovo»), Giorgio Pisanò, direttore del settimanale di destra «Candido», Giano Accame, collaboratore di Randolfo Pacciardi, Pio Filippani Ronconi, traduttore dell’Ufficio cifra del Ministero della Difesa. Al convegno partecipano esponenti del mondo imprenditoriale, fra cui Ivan Matteo Lombardo, e «venti studenti universitari che l'istituto ha pregato - dopo una selezione di merito - di prendere parte ai lavori appunto come gruppo”. Tra questi figurano Stefano Delle Chiaie e Mario Merlino.
- 4 maggio: a Roma scoppiano gravi disordini per l'entrata in vigore della tariffa unica sui mezzi pubblici dell'ATAC, che si rivela un aumento da 2 a 10 volte della spesa quotidiana di studenti e lavoratori. La folla blocca le linee ferroviarie in concessione e danneggia anche in modo grave il materiale ferroviario e automobilistico che capita a tiro, coinvolgendo anche i veicoli della STEFER e degli esercenti privati. La stampa filo-governativa sostiene che gli incidenti sono fomentati da squadre di agitatori del PCI, che a sua volta accusa la giunta di Amerigo Petrucci di aver adottato una decisione illegittima e di doversi far carico delle conseguenze.[49]
- 14 maggio: il Presidente del Consiglio Aldo Moro, e il ministro per gli Affari Esteri, Amintore Fanfani, rispondono alle interpellanze e interrogazioni sulla situazione politica internazionale. La conferma dell’alleanza atlantica e la solidarietà espressa da Moro nei confronti dell’aggressione USA al Vietnam e a Santo Domingo è duramente contestata da PCI e dal PSIUP.
- 19-21 maggio: comitato centrale del PSI: si discute del piano quinquennale. Difeso dal segretario Francesco De Martino, il piano è duramente contestato da Riccardo Lombardi che, tenendo conto anche delle riserve manifestate da parte degli autonomisti, propone un duro ordine del giorno. Il documento conclusivo a sostegno del piano e della linea del governo, presentato dalla maggioranza, è approvato con 37 voti a favore e 27 contrari, lombardiani e sinistra.
- 21 maggio: Consiglio dei Ministri - In conseguenza della sentenza della Corte costituzionale del 9 aprile si decidono le modifiche alla legge urbanistica 167. L’indennizzo ai proprietari espropriati si baserà sulla vecchia «Legge per Napoli» del 1885, circa il 50% del prezzo di mercato e un contributo per ogni anno che intercorre fra l’approvazione del piano edilizio e l’esproprio. La Commissione inquirente, presieduta dall’on. Franco Restivo vota a maggioranza semplice di non concedere l’autorizzazione a procedere contro l’ex ministro Giuseppe Trabucchi, accusato di peculato sulle concessioni per l’importazione di tabacco. Non essendo stata raggiunta la maggioranza dei tre quinti prevista, PCI e PSIUP raccoglieranno le firme dei deputati e senatori necessarie per sottoporre il giudizio al Parlamento. Discussione che avverrà dal 16 al 20 luglio a Camere riunite.
- 22-29 maggio: il ministro delle Finanze, Roberto Tremelloni, sospende a titolo cautelativo il direttore e l'ispettore capo dei Monopoli di Stato. Il provvedimento è conseguenza della scoperta di una vasta rete di contrabbando di sigarette estere che ha come base un convento di frati cappuccini di Albano Laziale. Dalle rivelazioni di questi ultimi scatta un'operazione congiunta delle polizie italiana e svizzera che porta alla scoperta di una importazione illegale di oltre 20 tonnellate di sigarette attraverso spedizioni ferroviarie truccate. Seguono diversi arresti: finiscono in prigione, tra gli altri, il superiore del convento di Albano, il capostazione di Capannelle e un funzionario della dogana di Lugano.[50]
- 23-24 maggio: elezioni amministrative in Valle d’Aosta. Si vota in 73 comuni. Ad Aosta con il sistema proporzionale, in tutti gli altri comuni con il maggioritario. Coinvolti circa 73 000 elettori. Nel comune capoluogo la DC migliora in voti e percentuali, immutato il numero dei seggi: 16. Il PCI (lista unica con il PSIUP) arretra a vantaggio del PSI e del PSDI e passa da 18 a 15 consiglieri. Stabile l’Union Valdôtaine: 3 seggi. Per la prima volta dopo vent’anni è possibile una giunta di centro-sinistra. Rispetto agli altri comuni la DC perde 10 comuni a vantaggio dell’Union e delle sinistre, e ne conquista cinque.
- 30 maggio: il direttore sospeso dei monopoli, interrogato in procura, accusa il ministro Tremelloni di essere a conoscenza del traffico illegale di tabacchi. Nello stesso giorno viene resa nota la notizia di uno scandalo amministrativo all'INPS. Dopo un'inchiesta durata dieci mesi la procura di Roma chiede il giudizio per due avvocati, un medico e un ex membro del consiglio di amministrazione dell'ente previdenziale. L'accusa è di aver ceduto a scopo di lucro decine di convenzioni per l'assistenza a bambini tubercolotici stipulate con l'ente e passate a istituti cattolici, guadagnando un profitto illecito tra le 760 e le 1300 lire al giorno su ogni singolo infermo.[51]

#### Giugno
- 3-5 giugno: comitato centrale PCI: Paolo Bufalini propone la riunificazione delle forze della sinistra (PSI e PSIUP). Votano contro dirigenti vicini ad Ingrao, Aniello Coppola, Eliseo Milani, Achille Occhetto, Luigi Pintor. Si astengono Valentino Gerratana, Cesare Luporini e Aldo Natoli.
- 5 giugno: proteste del PSI per l'approvazione di un emendamento all'articolo 5 della legge sul cinema, relativo ai finanziamenti dei lungometraggi di produzione nazionale. La DC, pur di approvarlo, ha sfidato la contrarietà degli alleati di maggioranza, e l'accordo di non andare oltre i confini della stessa, accettando il voto favorevole e determinante del MSI. I socialisti minacciano di aprire la crisi. La DC rimane politicamente isolata dalla contrarietà degli alleati e delle opposizioni che hanno dato voto contrario. Sono rinviati a giudizio con procedimento immediato i vertici sanitari dell'INPS implicati nella truffa dei preventori antitubercolari infantili.[52]
- 12-14 giugno: congresso nazionale MSI: si confrontano tre posizioni: la maggioranza che fa capo ad Arturo Michelini "Per l’unità del partito" la corrente Rinnovamento di Giorgio Almirante, Ernesto De Marzio e la componente spiritualista di nuova costituzione di Pino Romualdi e Franco Petronio. In virtù di un accordo precedentemente raggiunto le correnti di Michelini e Almirante ottengono 428 voti e 110 membri nel Comitato centrale, Romualdi 159 voti e 50 membri al Comitato centrale.
- 13-14 giugno: si svolgono le elezioni per il rinnovo del Consiglio regionale della Sardegna, dei Consigli provinciali di Gorizia e Rovigo e dei consigli comunali di 211 comuni di cui 44 con popolazione superiore ai cinquemila abitanti. Complessivamente 1.620.262 elettori, di cui sono 847.455 per le elezioni sarde, 133.869 per le elezioni comunali e provinciali abbinate, 497.207 per le sole elezioni comunali e 141.731 per le sole elezioni provinciali. Nelle regionali sarde, le elezioni più significative, rispetto alle precedenti regionali (1961) la DC perde la maggioranza assoluta passando da 35 a 37 seggi. Avanzano il PCI che passa da 14 a 15 seggi, il PLI che passa da 1 a 3 seggi, il PSDI che passa da 2 a 3 seggi. Arretrano il PSI che passa da 7 a 5 seggi e il MSI da 4 a 3 seggi. Stabili il Partito sardo d’Azione in lista con il PRI (5 seggi) e i monarchici (2 seggi). Il PSIUP si aggiudica 1 seggio. Nel confronto con le politiche del 1963 la DC registra un leggero incremento, avanza il PSDI e, nonostante la scissione del PSIUP, tiene il PSI; leggera flessione del PCI. Un risultato che soddisfa i partiti di centro-sinistra e temporaneamente allontana i rischi di una crisi di governo.
- 15 giugno: DC e PSI raggiungono un accordo sulla legge sul cinema. L’impegno è di tornare allo spirito del testo originario del governo, eliminando l’emendamento all’articolo 5 che era stato votato dalla DC e dal MSI nella seduta del 3 giugno.

#### Luglio
- 9 luglio: con 479 firme dei parlamentari di PCI, PSI, PSIUP, PLI, monarchici e MSI l'ex ministro delle finanze Giuseppe Trabucchi viene messo in stato di accusa dal Parlamento per lo scandalo del contrabbando dei tabacchi. Il PSDI dirama un comunicato in cui si precisa che la mancata firma dei deputati socialdemocratici è stato un atto di coscienza individuale e non il frutto di una direttiva di partito.[53]
- 15 luglio: Grecia: il ministro della Difesa, Garoufalias, si oppone alla decisione del primo ministro Geōrgios Papandreou di procedere all’epurazione nelle forze armate degli ufficiali di estrema destra. Fra gli argomenti addotti l’accusa a Papandreou di tollerare nei quadri dell’esercito elementi filo-comunisti decisi a far uscire la Grecia dalla NATO. Il re Costantino si schiera con il ministro della Difesa e prima ancora che Papandreou rassegni le annunciate dimissioni nomina nuovo capo del governo George Athanasiades-Novas, presidente della Camera. Immediate le reazioni popolari, scendono in piazza a sostegno di Papandreou operai e studenti che accusano Costantino di aver compiuto un «colpo di Stato». Nel Paese si apre il duro scontro politico-sociale che precipiterà nell’aprile del 1967 nella «dittatura dei colonnelli»
- 16 luglio: il Presidente della Repubblica Saragat e il presidente francese De Gaulle inaugurano il traforo del Monte Bianco.
- 18 luglio: comitato centrale PSI: la riunione esamina i risultati elettorali. Il voto è giudicato deludente, inoltre pesano nella valutazione le questioni aperte in vista del Congresso, in primis la collaborazione con la DC e la prospettiva dell’unificazione con il PSDI. I lombardiani e la sinistra, critici rispetto al risultato elettorale, sollecitano il passaggio all’opposizione del partito per rendere meno pericolosa l’unificazione socialista.

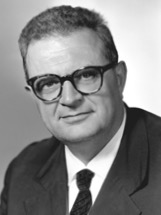
Giuseppe Trabucchi

- 16-20 luglio: per la prima volta nella storia della Repubblica il Parlamento si riunisce in seduta comune (Camera e Senato) per deliberare sulla messa in stato d’accusa di un ministro: il senatore Giuseppe Trabucchi (DC), ex ministro delle Finanze. Lo scandalo è esploso nel 1964 e riguarda la concessione indebita di licenze per l’importazione di tabacchi messicani. La Commissione parlamentare per i procedimenti d’accusa, a maggioranza, si è pronunciata per l’archiviazione, evitando così l’esame della condotta del ministro da parte della Corte costituzionale. Contro questa tesi assolutoria, sostenuta dalla DC, gli altri gruppi parlamentari hanno raccolto le firme per portare il caso davanti al Parlamento riunito in seduta comune. Dopo cinque giorni di dibattito il Parlamento respinge la richiesta di rinvio a giudizio in quanto, nonostante 461 voti favorevoli all’incriminazione e 440 contrari, non è raggiunta la maggioranza prevista della metà più uno. Contro la messa in stato d’accusa votano la DC e 64 altri parlamentari, secondo indiscrezioni giornalistiche una ventina di socialdemocratici, una quindicina di liberali, qualche missino e alcuni socialisti. A seguito di questa assoluzione l'on. Ugo La Malfa avvia una campagna informativa sull'argomento ne La Voce Repubblicana e insiste a lungo sulla necessità di un'inchiesta parlamentare.
- 22 luglio: Consiglio dei Ministri: aumento delle tariffe postali e telegrafiche. Annunciata la formazione di un comitato interministeriale per l'analisi dell'ordinamento amministrativo dello Stato e l'esame dell'ordinamento finanziario della regione siciliana.[54]
- 25 luglio: il tribunale di Roma emette la sentenza sullo scandalo dell'Istituto superiore di sanità. Con pene da 2 anni a 6 anni e 8 mesi viene confermata (seppure in primo grado) l'accusa di peculato e abuso di potere da parte di Domenico Marotta e dei suoi sottoposti.[55]
- 31 luglio: Consiglio dei Ministri: approvato il bilancio dello Stato con un disavanzo di 892 miliardi contro i 627 della previsione.[56]

#### Agosto
- 19 agosto: in un’intervista al settimanale l’Espresso Pietro Nenni afferma che, nonostante le difficoltà e le tentazioni personali del PSI di collocarsi all’opposizione, non esistono alternative al governo di centro-sinistra. Occorre accelerare i tempi dell’unificazione PSI-PSDI per il rilancio del socialismo.
- 26 agosto: a Sesto Pusteria un terrorista alto-atesino spara da una finestra e uccide due carabinieri.

#### Settembre
- 5 settembre: Pietro Nenni pubblica sull’Avanti! la "Lettera ai compagni socialisti" dove conferma il valore del centro-sinistra e la presenza socialista nel governo, avanza la proposta di una Costituente per l’unificazione fra PSI e PSDI da cui siano comunque esclusi i comunisti. Il segretario del PCI, Luigi Longo nell’editoriale su «l’Unità» dell’8 settembre polemizza con il leader socialista considerando l’unificazione una revisione dei fondamenti socialisti vista solo in funzione della collaborazione governativa.
- 22 settembre: Danilo Dolci presenta un ampio dossier sui legami fra mafia e DC in Sicilia e chiede le dimissioni del ministro al Commercio estero Bernardo Mattarella, che accusa di proteggere le cosche mafiose sollecitando comportamenti accondiscendenti delle forze di polizia fino ad ottenere la scarcerazione di alcuni boss quali Vincenzo Catanzaro e Totò Pinello, nonché di aver ricevuto finanziamenti dalla criminalità dell’isola in occasione delle campagne elettorali. La documentazione prodotta era stata nella stessa giornata consegnata al presidente della Commissione Antimafia. Immediata la querela del ministro nei confronti dell’accusatore.
- 30 settembre: il governo rinvia al 1966 l'avvio del piano economico quinquennale a causa della stagnazione dei redditi e degli investimenti.[57]

#### Ottobre
- 6 ottobre: si apre a Velletri il processo ai frati cappuccini di Albano membri di una vasta rete di contrabbando di sigarette estere con ramificazioni ai vertici dei monopoli di stato. Il 23 ottobre la sentenza di primo grado condanna padre Elio Corsi a poco meno di tre anni, assolve tre imputati per insufficienza di prove ed eroga multe per oltre trecento milioni di lire.[58]
- 13 ottobre: alla Camera viene respinta una mozione del PCI che chiede al governo di assumere una posizione autonoma sulla questione dell'ingresso della Cina all'ONU. Votano contro la proposta DC, PLI, monarchici e MSI.[59]
- 19 ottobre: socialisti e repubblicani chiedono che la rappresentanza italiana al parlamento di Strasburgo sia estesa al Partito Comunista e, più in generale, a tutti i gruppi politici rappresentati nel Parlamento italiano.[60]
- 20 ottobre: in vista della scadenza di due provvedimenti anti-congiunturali del 1963 che stabilivano il blocco degli affitti e degli sfratti il governo avvia un esame delle leggi in materia e delle proposte di modifica presentate dai partiti a partire dal 1960. Scartata l'idea di un decreto legge dilatorio si inizia a prendere in considerazione la proposta del PSDI di istituire un regime di equo canone che fissi gli affitti in base al valore degli immobili sotto la sorveglianza del pretore.[61]
- 29 ottobre: in occasione della giornata del risparmio il governatore della Banca d'Italia, Guido Carli, mette in guardia il governo sulle riforme di ordine economico. Nella riforma delle società per azioni i propositi di controllo possono limitare l'iniziativa privata e accrescere la sfiducia nel risparmio.[62]
- 30 ottobre: dopo una maratona estenuante per evitare la scadenza del relativo decreto legge, ed anche per consentire ai parlamentari democristiani di recarsi all'assemblea di Sorrento, alla Camera viene convertito in legge il decreto per l'edilizia. Contrari tutti i partiti di opposizione tranne il PLI, che ne condivide alcuni aspetti e conta di poterne migliorare altri.[63]
- 30 ottobre-3 novembre: con una relazione di Arnaldo Forlani, vice segretario, si apre a Sorrento l'assemblea organizzativa della DC. Mariano Rumor dichiara fallito il tentativo di superare le divisioni in correnti e lancia un appello all'unità del partito riecheggiato anche da Aldo Moro. Giulio Andreotti sottolinea l'importanza dell'autonomia politica dei cattolici e rilancia l'appello delle ACLI per una più serrata lotta al comunismo.

#### Novembre
- 5 novembre: Ugo La Malfa si dimette da presidente della commissione Bilancio della Camera in segno di protesta contro il dilagare di microprovvedimenti legislativi di spesa.
- 7 novembre: il Consiglio dei Ministri, avvalendosi dell'apposita legge delega, approva la riforma dell'amministrazione statale, mirata a rimuovere duplicazioni e sovrapposizioni nelle competenze.
- 10 novembre: il direttore generale dell'ANAS, ing. Giuseppe Rinaldi, viene sospeso dalle funzioni dal ministro dei lavori pubblici Giacomo Mancini. All'origine del provvedimento un contrasto di lungo corso tra il ministro (che è anche il presidente dell'ANAS) e il direttore, sfociato in una campagna di denigrazione e di insulti verso il primo negli organi statutari dell'azienda.[64]
- 10-14 novembre: congresso del PSI: tema fondamentale la riunificazione socialista. Nei precongressi quasi l’ottanta per cento dei voti agli autonomisti del PSI. Alla sinistra il 17 per cento. Francesco De Martino nella relazione cerca una mediazione fra le posizioni di Nenni, sostenitore convinto della unificazione, e l’opposizione di Lombardi, critico non solo sulla unificazione ma anche sulla tenuta del governo di centro-sinistra. Prevale la posizione di Nenni. Nel voto per il Comitato centrale 79 seggi alla maggioranza, 19 alla minoranza, 2 alle mozioni locali. Nella maggioranza 44 seggi ai nenniani e 35 ai seguaci di De Martino. Subito dopo il Congresso si avvia il processo che porterà alla Costituente socialista e poi all’unificazione.
- 15 novembre: Camera e Senato iniziano la sessione di bilancio.
- 17 novembre: Consiglio dei Ministri: approvato il disegno di legge per il riordinamento degli stati maggiori, dei quadri interni militari del Ministero della difesa e per l'adeguamento delle carriere del personale civile. Ridotte le imposte di consumo per pollame, aumentate per i bovini. Nuove provvidenze per mutilati ed invalidi civili.[65]
- 18-19 novembre: Senato, dibattito sulla politica estera: Moro spiega tra vivaci interruzioni perché l’Italia votò contro la Cina. Tutti d'accordo, ha detto, che Pechino dovrà essere ammessa all’ONU, ma ci sono ancora dissensi sul “come” e sul “quando”. Il 6 novembre il Consiglio dei Ministri decise “collegialmente” di appoggiare la tesi americana per questi motivi: 1) non aggravare i conflitti asiatici, 2) non provocare crisi irreparabili tra le Nazioni Unite, 3) mantenere i buoni rapporti tra Roma e Washington, utili anche per l’unità europea.
- 22 novembre: rispondendo ad una interrogazione del PSIUP il ministro della difesa, Giulio Andreotti, assicura che sono destituite di fondamento le voci provenienti da oltreoceano che vogliono gli aerei militari italiani equipaggiati con armi atomiche. Andreotti precisa che si potrebbero installare, se ritenuto opportuno, ma l'Italia al momento non ha la volontà e nemmeno l'opportunità di richiederle.[66]
- 25 novembre: Il ministro degli Esteri Amintore Fanfani dichiara al settimanale L’Espresso che la delegazione italiana all’ONU era orientata a votare a favore dell’ammissione alle Nazioni unite della Cina. Il voto contrario espresso il 17 novembre, invece, è stato frutto di una decisione del governo italiano. Una presa di distanza dalla posizione illustrata dal presidente Moro nel dibattito sulla politica estera dei giorni precedenti. Sul caso si scatenano le polemiche nella coalizione di centro-sinistra e le critiche delle opposizioni di sinistra e di destra. La Camera il 2 dicembre discute le interpellanze presentate dai vari gruppi politici. I liberali chiedono come si concili la posizione autonoma di Fanfani con quella ufficiale del governo; il MSI ritiene l'intervista pregiudizievole per l'interesse nazionale; si rincorrono voci di dimissioni.[67]
- 28-29 novembre: elezioni amministrative in 447 comuni e tre consigli provinciali. Comunisti, socialisti e liberali stazionari, monarchici e missini in regresso. Pochi problemi per la formazione delle giunte.[68]

#### Dicembre
- 3 dicembre: riferendo alla Camera sull'intervista di Fanfani, Moro assicura che l'Italia non possiede armi nucleari ma non esclude la presenza sul territorio nazionale di quelle assegnate alle basi della NATO.[69]
- 13 dicembre: i partiti della maggioranza iniziano le trattative per il disegno di legge che istituisce la scuola materna statale, prevista dal piano nazionale della scuola. Il ministro della pubblica istruzione, Luigi Gui, dichiara che ci sono difficoltà su vari punti, a partire dal finanziamento dei nuovi istituti, ed esclude che gli schemi del disegno di legge giungano in Parlamento prima della fine dell'anno.
- 23 dicembre: Consiglio dei Ministri: approvato il piano quinquennale della scuola, che assegna 1276 miliardi in aggiunta al bilancio ordinario della pubblica istruzione.
- 26-28 dicembre: il settimanale «Il Borghese», nel suo ultimo numero del 1965, riporta a firma di Gianna Preda il resoconto di un lungo colloquio avuto con Giorgio La Pira. Incontro, a casa di Fanfani, assente il ministro e organizzato da sua moglie. La giornalista attribuisce all’ex sindaco di Firenze giudizi molto critici sul governo in carica e sulla sua politica, sottovalutazioni del pericolo rappresentato dalla Cina comunista, apprezzamenti per Fanfani che lo avrebbe definito come «il De Gaulle italiano». Per La Pira il colloquio ha avuto un carattere personale e le sue affermazioni sarebbero state male interpretate. A seguito delle polemiche Amintore Fanfani rassegna le dimissioni. Moro le accetta con riluttanza ed assume l'interim degli Esteri.[70]

### 1966

#### Gennaio
- 4 gennaio: il Presidente del Consiglio traccia in un articolo sul settimanale Epoca un bilancio dell’esperienza di governo e interviene sulla «verifica» richiesta dai partiti della maggioranza. Nell’occasione si pronuncia a favore dell’unificazione PSDI-PSI, tema al centro del Congresso del PSDI.
- 8-11 gennaio: congresso del PSDI: L’unificazione è possibile dopo la verifica per il governo. Mario Tanassi afferma che non conviene perdere tempo. “Dobbiamo riconoscere, dice, che né i socialdemocratici né il PSI, divisi, hanno saputo raccogliere la maggioranza dei lavoratori”. Dichiara che il nuovo partito sarà più forte della DC e ridurrà il PCI. I comunisti saranno i nemici più ostinati della fusione.
- 12-14 gennaio: discussione sulle dimissioni di Amintore Fanfani da ministro degli Esteri. Al termine della discussione, dopo la replica di Aldo Moro, Presidente del Consiglio e ministro ad interim degli Affari Esteri, è approvato con 325 voti a favore e 154 contrari l’ordine del giorno democristiano, su cui il governo ha posto la fiducia.
- 19 gennaio: nel corso della discussione del disegno di legge presentato dal governo concernente l’«Istituzione di scuole materne statali», uno dei punti chiave del programma concordato con i socialisti, il liberale Salvatore Valitutti presenta un ordine del giorno per il non passaggio all’esame degli articoli. Per impedire il voto, nel timore di «franchi tiratori» all’interno della DC, il governo pone la fiducia che è approvata 317 voti a favore e 232 contrari. Il giorno successivo, votati tutti gli articoli, nel voto a scrutinio segreto il disegno di legge non è approvato. Numerose le assenze nella maggioranza e i “franchi tiratori”.
- 21 gennaio: dopo aver informato il Consiglio dei Ministri Moro rassegna le dimissioni nelle mani del capo dello Stato.[71]